# 구글 앱 엔진
구글 앱 엔진(Google App Engine, GAE)은 구글에서 제공하는 서비스 중 하나이며, 웹 응용 프로그램을 PHP · Python · Java · Go 언어를 사용하여 개발하고 구글의 인프라에서 실행하고 버전 관리할 수 있다. 구글 클라우드 플랫폼의 일부이다.

## 사용 할당량

### 하드 리밋
| 할당                   | 제한                                              |
| ---------------------- | ------------------------------------------------- |
| 요청 당 시간           | 일반 요청 시 60초, 태스크에 10분, 백엔드에 무제한 |
| HTTP 응답 크기         | 64 MB                                             |
| 데이터스토어 항목 크기 | 1 MB                                              |

### 무료 할당량
| 할당                         | 제한 (하루 기준)         |
| ---------------------------- | ------------------------ |
| 백엔드 인스턴스 시간         | 9시간                    |
| 프론트엔드 인스턴스 시간     | 28시간                   |
| 이메일                       | 100 (5000 관리자 이메일) |
| 들어오는 대역폭              | 1 GB                     |
| 나가는 대역폭                | 1 GB                     |
| 데이터스토어 스토리지 데이터 | 1 GB                     |
| 데이터스토어 엔티티 읽기     | 50,000                   |
| 데이터스토어 엔티티 쓰기     | 20,000                   |
| 데이터스토어 엔티티 삭제     | 20,000                   |
| 코드 및 정적 파일 스토리지   | 1 GB                     |
| 로그 저장 데이터             | 1 GB                     |
| 검색 API 저장 데이터         | 250 MB                   |
| 검색 API 검색 (분)           | 100분                    |
| Blob 스토리지 데이터         | 5 GB                     |
| XMPP API Stanzas Sent        | 10,000 stanzas           |
| 채널 API                     | 100 채널 작성            |
| 생성 소켓                    | 864,000                  |
| 소켓 데이터 송수신           | 각각 20 GB               |
| 일일 URLFetch API 호출       | 657,084                  |

## 같이 보기
- 아마존 웹 서비스
- AWS 일래스틱 빈스토크
- 블루믹스
- 구글 앱 스크립트
- 구글 클라우드 플랫폼
- 헤로쿠
- 마이크로소프트 애저
- 오픈시프트
- 오라클 클라우드
- VM웨어